# Capitoli di Defense Devil

Copertina del primo volume dell'edizione italiana.

Questa è la lista dei capitoli di Defense Devil, manga scritto da Youn In-wan e illustrato da Yang Kyung-il. La storia tratta di un demone esiliato di nome Kucabara, che decide di diventare un Defense Devil per raccogliere la materia oscura di cui necessita per riottenere i suoi poteri.
La storia è stata serializzata da Shogakukan sulla rivista Shōnen Sunday dal 22 aprile 2009 al 20 giugno 2011. I capitoli sono poi stati raccolti in dieci volumi tankōbon, pubblicati tra il 18 agosto 2009 e il 16 settembre 2011. In Italia l'opera è stata pubblicata da Edizioni BD sotto l'etichetta J-Pop dal 30 novembre 2010 al 16 giugno 2012.

## Lista volumi
| 1  | 18 agosto 2009 | ISBN 978-4-09-121727-1 | 30 novembre 2010  | ISBN 978-88-6123-922-7 |
| 1  | Capitoli - Judgement－1 Pioggia di rane (Judgement－1 蛙雨? Judgement－1 Kaerū) - Judgement－2 L'albero di mele 1 (Judgement－2 林檎の木?, Judgement－2 Ringo no ki) - Judgement－2 L'albero di mele 2 (Judgement－2 林檎の木 2?, Judgement－2 Ringo no ki 2) - Judgement－2 L'albero di mele 3 (Judgement－2 林檎の木 3?, Judgement－2 Ringo no Ki 3) - Judgement－2 L'albero di mele 4 (Judgement－2 林檎の木 4?, Judgement－2 Ringo no ki 4) - Judgement－2 L'albero di mele 5 (Judgement－2 林檎の木 5?, Judgement－2 Ringo no ki 5) - Judgement－3 Hero 1 (Judgement－3 ヒーロー?, Judgement－3 Hirō) |                        |                   |                        |
| 2  | 18 novembre 2009 | ISBN 978-4-09-122024-0 | 12 dicembre 2010  | ISBN 978-88-6123-933-3 |
| 2  | Capitoli - Judgement－3 Hero 2 (Judgement－3 ヒーロー 2?, Judgement－3 Hirō 2) - Judgement－3 Hero 3 (Judgement－3 ヒーロー 3?, Judgement－3 Hirō 3) - Judgement－3 Hero 4 (Judgement－3 ヒーロー 4?, Judgement－3 Hirō 4) - Judgement－3 Hero 5 (Judgement－3 ヒーロー 5?, Judgement－3 Hirō 5) - Judgement－3 Hero 6 (Judgement－3 ヒーロー 6?, Judgement－3 Hirō 6) - Judgement－3 Hero 7 (Judgement－3 ヒーロー 7?, Judgement－3 Hirō 7) - Judgement－3 Hero 8 (Judgement－3 ヒーロー 8?, Judgement－3 Hirō 8) - Judgement－4 Una ragazza singolare 1 (Judgement－4 不思議な彼女?, Judgement－4 Fushigi na kanojo) - Judgement－4 Una ragazza singolare 2 (Judgement－4 不思議な彼女 2?, Judgement－4 Fushigi na kanojo 2) - Judgement－4 Una ragazza singolare 3 (Judgement－4 不思議な彼女 3?, Judgement－4 Fushigi na kanojo 3) |                        |                   |                        |
| 3  | 18 dicembre 2009 | ISBN 978-4-09-122062-2 | 6 febbraio 2011   | ISBN 978-88-6123-853-4 |
| 3  | Capitoli - Judgement－4 Una ragazza singolare 4 (Judgement－4 不思議な彼女 4?, Judgement－4 Fushig na kanojo 4) - Judgement－4 Una ragazza singolare 5 (Judgement－4 不思議な彼女 5?, Judgement－4 Fushig na kanojo 5) - Judgement－5 L'ingegno di Kucabara (Judgement－5 クカバラの知恵?, Judgement－5 Kukabara no chi) - Judgement－5 L'ingegno di Kucabara 2 (Judgement－5 クカバラの知恵 2?, Judgement－5 Kukabara no chi 2) - Judgement－5 L'ingegno di Kucabara 3 (Judgement－5 クカバラの知恵 3?, Judgement－5 Kukabara no chi 3) - Judgement－5 L'ingegno di Kucabara 4 (Judgement－5 クカバラの知恵 4?, Judgement－5 Kukabara no chi 4) - Judgement－5 L'ingegno di Kucabara 5 (Judgement－5 クカバラの知恵 5?, Judgement－5 Kukabara no chi 5) - Judgement－5 L'ingegno di Kucabara 6 (Judgement－5 クカバラの知恵 6?, Judgement－5 Kukabara no chi 6) - Judgement－6 La chiave per gli Inferi (Judgement－6 魔界への鍵?, Judgement－6 Makai e no kagi) - Judgement－6 La chiave per gli Inferi 2 (Judgement－6 魔界への鍵 2?, Judgement－6 Makai e no kagi 2) |                        |                   |                        |
| 4  | 18 marzo 2010 | ISBN 978-4-09-122194-0 | 10 aprile 2011    | ISBN 978-88-6123-967-8 |
| 4  | Capitoli - Judgement－6 La chiave per gli Inferi 3 (Judgement－6 魔界への鍵 3?, Judgement－6 Makai e no kagi 3) - Judgement－6 La chiave per gli Inferi 4 (Judgement－6 魔界への鍵 4?, Judgement－6 Makai e no kagi 4) - Judgement－6 La chiave per gli Inferi 5 (Judgement－6 魔界への鍵 5?, Judgement－6 Makai e no kagi 5) - Judgement－6 La chiave per gli Inferi 6 (Judgement－6 魔界への鍵 6?, Judgement－6 Makai e no kagi 6) - Judgement－6 La chiave per gli Inferi 7 (Judgement－6 魔界への鍵 7?, Judgement－6 Makai e no kagi 7) - Judgement－6 La chiave per gli Inferi 8 (Judgement－6 魔界への鍵 8?, Judgement－6 Makai e no kagi 8) - Judgement－6 La chiave per gli Inferi 9 (Judgement－6 魔界への鍵 9?, Judgement－6 Makai e no kagi 9) - Judgement－7 Legato (Judgement－7 レガート?, Judgement－7 Regaato) - Judgement－8 La vigilia della partenza (Judgement－8 出発前夜?, Judgement－8 Shuppatsu zenya) - Judgement－9 L'invito (Judgement－9 招待状?, Judgement-9 Shootai joo)                                                                   |                        |                   |                        |
| 5  | 18 giugno 2010 | ISBN 978-4-09-122334-0 | 11 giugno 2011    | ISBN 978-88-6634-047-8 |
| 5  | Capitoli - Judgement－10 Promessa e contratto - Judgement－11 Fratello Kucabara - Judgement－12 Man & Woman - Judgement－13 Zodi - Judgement－14 Brilhart - Judgement－15 Kelsa - Judgement－16 Cat fight - Judgement－17 Rispettive battaglie - Judgement－18 La vecchia e la ragazza - Judgement－19 Un regalo da Jupiter |                        |                   |                        |
| 6  | 17 settembre 2010 | ISBN 978-4-09-122525-2 | 31 luglio 2011    | ISBN 978-88-6634-084-3 |
| 6  | Capitoli - Judgement－20 Pregi e difetti (Judgement－20 長所と短所?, Judgement－20 Chousho to tansho) - Judgement－21 Il muro della disperazione (Judgement－21 絶望の壁?, Judgement－21 Zetsubou no kabe) - Judgement－22 Rottura (Judgement－22 仲違い?, Judgement－22 Nakatagai) - Judgement－23 L'amico del principe (Judgement－23 王子様の友達?, Judgement－23 Oujisama no tomodachi) - Judgement－24 Colosseo (Judgement－24 闘技場?, Judgement－24 Tougijou) - Judgement－25 La fossa del grido (Judgement－25 痛哭の穴?, Judgement－25 Tsuukoku no ana) - Judgement－26 La morte di Bichura (Judgement－26 ビチュラの死?, Judgement－26 Bichura no shi) - Judgement－27 La promessa (Judgement－27 あの時の約束?, Judgement－27 Anotoki no yakusoku) - Judgement－28 Guarda un po' in là (Judgement－28 あっち向いてホイ?, Judgement－28 Acchi muitehoi) - Judgement－29 Il sogno di Idamaria (Judgement－29 イダマリアの夢?, Judgement－29 Idamaria no yume)                                                                                                   |                        |                   |                        |
| 7  | 17 dicembre 2010 | ISBN 978-4-09-122698-3 | 12 settembre 2011 | ISBN 978-88-6634-140-6 |
| 7  | Capitoli - Judgement－30 Furto di benzina (Judgement－30 ガソリン争奪大作戦?, Judgement－30 Gasorin soudatsu taisaku) - Judgement－31 Sugal e Jupiter (Judgement－31 シュガルとジュピター?, Judgement－31 Shugaru to Jupitā) - Judgement－32 Le rocce in cielo (Judgement－32 天空の岩?, Judgement－32 Tenkuu no iwa) - Judgement－33 Stone Hell (Judgement－33 ストーン・ヘル?, Judgement－33 Sutōn Heru) - Judgement－34 Il battesimo di Gigadeath (Judgement－34 ギガデスの洗礼?, Judgement－34 Gigadesu no senrei) - Judgement－35 Gioco di palla (Judgement－35 ボール遊び?, Judgement－35 Bōruasobi) - Judgement－36 La stanza dei bambini (Judgement－36 子供部屋?, Judgement－36 Kodomobeya) - Judgement－37 Vincere senza combattere (Judgement－37 戦わずに勝つ?, Judgement－37 Tatakawa zu ni katsu) - Judgement－38 Il passato di "Y" (Judgement－38 “Y”の過去?, Judgement－38 "Y" no kako) - Judgement－39 Samus (Judgement－39 サムス?, Judgement－39 Samusu)                                                                                              |                        |                   |                        |
| 8  | 18 marzo 2011 | ISBN 978-4-09-122797-3 | 29 febbraio 2012  | ISBN 978-88-6634-221-2 |
| 8  | Capitoli - Judgement－40 Oasis (Judgement－40 オアシス?, Judgement－40 Oashisu) - Judgement－41 Errore di calcolo (Judgement－41 計算ミス?, Judgement－41 Keisan misu) - Judgement－42 Humming Bird (Judgement－42 ハミングバード?, Judgement－42 Hamingubādo) - Judgement－43 Kant (Judgement－43 カント?, Judgement－43 Kanto) - Judgement－44 Padre Seruma (Judgement－44 セルマ神父?, Judgement－44 Seruma shinpu) - Judgement－45 Phoenix Hell (Judgement－45 フェニックス・ヘル?, Judgement－45 Fenikkusu Heru) - Judgement－46 L'uomo nello specchio (Judgement－46 鏡の中の男?, Judgement－46 Kyou no naka no otoko) - Judgement－47 Prova d'innocenza (Judgement－47 無罪アイテム?, Judgement－47 Muzai aitemu) - Judgement－48 Svolta a destra (Judgement－48 右折?, Judgement－48 Usetsu) - Judgement－49 L'intuito di Sugal (Judgement－49 シュガルの勘?, Judgement－49 Shugaru no kan) - Judgement－50 Interrogatorio (Judgement－50 尋問?, Judgement－50 Jinmon)                                                                                           |                        |                   |                        |
| 9  | 17 giugno 2011 | ISBN 978-4-09-123002-7 | 21 aprile 2012    | ISBN 978-88-6634-242-7 |
| 9  | Capitoli - Judgement 51 - Vero aspetto - Judgement 52 - Iperspazio - Judgement 53 - Dogfight - Judgement 54 - Una piccola storia d'amore - Judgement 55 - Una palla al piede - Judgement 56 - Il segreto di loro due - Judgement 57 - La confessione di Elimona - Judgement 58 - La rinascita di Lilith - Judgement 59 - Un affresco misterioso - Judgement 60 - Fratello, sei il massimo! - Judgement 61 - La rievocazione di Kelia |                        |                   |                        |
| 10 | 16 settembre 2011 | ISBN 978-4-09-123245-8 | 16 giugno 2012    | ISBN 978-88-6634-258-8 |
| 10 | Capitoli - Judgement 62 - L'esattore - Judgement 63 - L'onore di un demone - Judgement 64 - La promessa a un padre - Judgement 65 - Il sorriso di Kucabara - Judgement 66 - L'aura dell'angelo - Judgement 67 - Idamaria e Sugal - Judgement 68 - L'unione fa la forza - Judgement 69 - L'arrivo degli angeli - Judgement 70 - Un mese dopo - Judgement 71 - Ho voglia di vederti - Last Judgement - Defense Devil |                        |                   |                        |